# Família Brasilia
La família Brasilia és una petita família d'asteroides situada en el cinturó principal. La família va rebre el nom pel primer asteroide que va ser classificat en aquest grup, (293) Brasilia.
El nombre estimat de membres d'aquesta família és de 443 asteroides. Alguns membres d'aquesta família són:
| Nome             | Diàmetre  | Semieix major | Inclinació orbital | Excentricitat orbital | Descobriment |
| ---------------- | --------- | ------------- | ------------------ | --------------------- | ------------ |
| (293) Brasilia   | 55,11 km  | 2,861 UA      | 15,589 °           | 0,107                 | 1890         |
| (392) Wilhelmina | 62,88 km  | 2,884 UA      | 14,326 °           | 0,139                 | 1894         |
| (697) Galilea    | 80,14 km  | 2,881 UA      | 15,141 °           | 0,156                 | 1910         |
| (2840) Kallavesi | 157,58 km | 2,840 UA      | 15,361 °           | 0,140                 | 1915         |